# جزین (بم)
جزین، روستایی در دهستان دریجان بخش مرکزی شهرستان بم در استان کرمان ایران است.

## جمعیت
بر پایه سرشماری عمومی نفوس و مسکن در سال ۱۳۹۵، جمعیت این روستا برابر با ۴۳۶ نفر (۱۴۰ خانوار) بوده‌است.